# （特）情報とってもインサイト
『㊕情報とってもインサイト』（まるトクじょうほうとってもいんさいと、（特）は○の中に特）は、2004年9月27日から2005年3月25日までTBS系列で生放送されていたお昼の情報番組。放送時間は平日12:00 - 13:00（JST）。

## 番組概要
番組は政治・社会・芸能・スポーツの話題をVTRとコメンテーターの解説などで解かりやすく紹介していた。
番組終了前の視聴率推移が上昇の兆しを見せていたこと、個別コーナーの評価も悪くなく、ニュースを取り込んだ枠への修正のみで乗り切れると判断されたため、同年3月28日から後番組としてスタートした『きょう発プラス!』では、メイン出演者の降板はなく、一部リポーター陣の入れ替えや内容の修正のみが行われた。
司会を務めた恵俊彰は、次番組『きょう発 -』が終了した後、2009年に開始された『ひるおび!』でも再度司会に登板、2024年現在も出演中である。

## 出演者

### 総合司会
- 恵俊彰（ホンジャマカ）
- 山田五郎（評論家）
- 長岡杏子（当時TBSアナウンサー）

### コーナー司会
- 古瀬絵理（元NHK山形放送局キャスター）
- 駒田健吾（TBSアナウンサー）
- 小林豊（当時TBSアナウンサー）
- 豊田綾乃（TBSアナウンサー）
- 真壁京子（気象予報士）

### リポーター
- 小森谷徹
  - 前々番組『ベストタイム』に情報キャスターとして出演（2022年3月までは『ひるおび!』にも出演していた）。
- 中島静佳
  - 元札幌テレビ放送アナウンサー。2004年3月に退社し、同年10月25日よりリポーターとして出演（2012年3月までは日テレNEWS24キャスター）。

### ゲストコメンテーター
月曜日
- レギュラー出演していたコメンテーターはなし

火曜日
- 小沢遼子（作家）

水曜日
- 田嶋陽子（学者・評論家）

木曜日
- 井筒和幸（映画監督）
- 吉川美代子（当時TBSアナウンサー兼解説委員）

金曜日
- 山田美保子（構成作家）

不定期
- 江本孟紀（野球解説者）

## スタッフ
- チーフプロデューサー：高田卓哉
- 制作：TBSテレビ（旧TBSエンタテインメント）